# Schlacht bei Loděnice (1179)
In der Schlacht von Loděnice am 23. Januar 1179 in Böhmen siegte Soběslav II., abgesetzter Herzog von Böhmen und Landgraf von Mähren, gegen seinen Nachfolger Bedřich. Die Schlacht fand im mittelböhmischen Loděnice nahe Beraun am gleichnamigen Bach  statt.

## Schlachtverlauf
Der Chronist Gerlach beschrieb in der Zeit des Machtkampfes zwischen Herzog Soběslav II. und seinem Widersacher Bedřich eine Schlacht am Ort und Flüsschen Loděnice (ad locum et rivulum qui dicitur Lodenitze), in welcher Soběslav am 23. Januar 1179 siegte und Bedřich mehrere hundert Mann verlor. 
Anhand Gerlachs Beschreibung lag das Schlachtfeld am Wege nach Prag im Grund Hluboký důl (Tiefes Tal) des Baches Krahulovský potok. Es war sehr kalt, Soběslav soll Bedřich überrascht haben, weil die Wachen nicht aufmerksam genug waren. Bedřich konnte entkommen.

## Nachgang
Vier Tage später, am 27. Januar 1179, kam es am Platz Na Bojišti vor der Prager Neustadt zu einem erneuten Aufeinandertreffen der beiden Kontrahenten um den böhmischen Thron, bei dem sich jedoch Bedřich mit Unterstützung des mährischen Markgrafen Konrad III. Otto durchsetzen konnte.